# Salman (divindade)
Salman é uma divindade da Arábia pré-islâmica, cujo nome significa "bênção" ou "paz".